# Puchar Wysp Owczych w piłce nożnej (1996)
Puchar Wysp Owczych w piłce nożnej mężczyzn 1996 (far. Løgmanssteypið) – 50. edycja rozgrywek mających na celu wyłonienie zdobywcy Pucharu Wysp Owczych. Tytułu bronił klub HB Tórshavn, a przejął go GÍ Gøta.

## Uczestnicy
W Pucharze Wysp Owczych wzięły udział drużyny ze wszystkich poziomów ligowych na archipelagu.
| Grający od rundy grupowej | Grający od rundy grupowej              | Grający od rundy wstępnej lub eliminacyjnej | Grający od rundy wstępnej lub eliminacyjnej    | Grający od rundy wstępnej lub eliminacyjnej |
| 1. deild 1996 10 drużyn | 2. deild 1996 6 drużyn                 | 2. deild 1996 6 drużyn                      | 3. deild 1996 3 drużyny                        | 4. deild 1996 2 drużyny                     |
| - B36 Tórshavn - B68 Toftir - B71 Sandoy - FS Vágar - GÍ Gøta - HB Tórshavn - ÍF Fuglafjørður - KÍ Klaksvík - TB Tvøroyri - VB Vágur | - EB/Streymur - NSÍ Runavík - SÍ Sumba | - LÍF Leirvík - SÍ Sørvágur - Skála ÍF      | - Æsir Vestmanna - Fram Tórshavn - Royn Hvalba | - AB Argir - Skansin Tórshavn               |

## Terminarz
| Runda              | Data pierwszego meczu  | Data drugiego meczu  | Uwagi |
| ------------------ | ---------------------- | -------------------- | --- |
| Runda wstępna      | 17 marca 1996          | nie rozgrywa się     | Udział rozpoczęły drużyny z 4. deild 1996 oraz dwie z 3. deild 1996 - Æsir Vestmanna i Fram Tórshavn                      |
| Runda eliminacyjna | 23 i 24 marca 1996     | nie rozgrywa się     | Udział rozpoczęły pozostałe drużyny z 3. deild 1996 oraz trzy kluby z 2. deild 1996 - LÍF Leirvík, SÍ Sørvágur i Skála ÍF |
| Runda grupowa      | 30 marca - 3 maja 1996 | nie rozgrywa się     | Udział rozpoczęły kluby z 1. deild 1996 i pozostałe drużyny z 2. deild 1996                                               |
| Ćwierćfinał        | 16 maja 1996           | nie rozgrywa się     | |
| Półfinał           | 5 czerwca 1996         | 28 i 29 czerwca 1996 | |
| Finał              | 4 sierpnia 1996        | 8 września 1996      | Rozegrano dogrywkę finału ponieważ mecz w pierwszym terminie zakończył się remisem.                                       |

## Runda wstępna
| Drużyna 1     | Wynik | Drużyna 2        |
| ------------- | ----- | ---------------- |
| 17 marca 1996 |       |                  |
| Fram Tórshavn | 4:3   | Æsir Vestmanna   |
| AB Argir      | 2:3   | Skansin Tórshavn |

| 17 marca 1996                                    | Fram Tórshavn                                    | 4:3   | Æsir Vestmanna                                                    |                                                                          |
|                                                  | Karl Johannesen 9', 19', 64' · Magnus Hentze 62' | (2:1) | 8' Olaf í Garðastovu · 51' Gunleif Bjartalíð · 61' Høgni Lómstein | Gundadalur (ovari vøllur), Tórshavn Sędzia: Jóhan Carl Dam (HB Tórshavn) |
| Tummas Erling Djurhuus 67' · Ronald McIntosh 88' | 44' Jóannes Iversen                              | (2:1) |                                                                   | Gundadalur (ovari vøllur), Tórshavn Sędzia: Jóhan Carl Dam (HB Tórshavn) |

| 17 marca 1996       | AB Argir                              | 2:3   | Skansin Tórshavn          |                                                         |
|                     | Niels Eli á Krákusteini 38', 61'      | (1:0) | 54', 59', 67' Martin Berg | Skansi Arena, Argir Sędzia: Regin Egholm (B36 Tórshavn) |
| Jan F. Petersen 75' | 23' Per Jepsen · 29' Kjartan Jacobsen | (1:0) |                           | Skansi Arena, Argir Sędzia: Regin Egholm (B36 Tórshavn) |

## Runda eliminacyjna
| Drużyna 1        | Wynik | Drużyna 2     |
| ---------------- | ----- | ------------- |
| 23 marca 1996    |       |               |
| Skála ÍF         | 3:11  | LÍF Leirvík   |
| Skansin Tórshavn | 0:4   | Royn Hvalba   |
| 24 marca 1996    |       |               |
| SÍ Sørvágur      | 3:1   | Fram Tórshavn |

| 23 marca 1996       | Skála ÍF                                                               | 3:11  | LÍF Leirvík |                                                              |
|                     | Heri Petersen 15' · Kaysten Rasmussen 62' · Petur Jónsvein Thomsen 68' | (1:3) | 19', 49', 83', 87' Gert Langgaard · 30' (sam.) ? · 34', 59' Kristian í Vági · 56' (sam.) ? · 63', 80' Jonhard Høgnesen · 90' Marner S. Olsen | undir Mýruhjalla, Skála Sędzia: Niklas á Líðarenda (GÍ Gøta) |
| Hans Petur Jacobsen |                                                                        | (1:3) | | undir Mýruhjalla, Skála Sędzia: Niklas á Líðarenda (GÍ Gøta) |

| 23 marca 1996  | Skansin Tórshavn        | 0:4   | Royn Hvalba                                                                        |                                                 |
|                |                         | (0:3) | 19' Njálur Niclasen · 27' Jákup Midjord · 31' Kristian Midjord · 54' Róin Schrøter | Tórshavn Sędzia: Oddmar Andreasen (HB Tórshavn) |
| Per Jepsen 25' | 75' Benjamin Johannesen | (0:3) |                                                                                    | Tórshavn Sędzia: Oddmar Andreasen (HB Tórshavn) |

| 24 marca 1996     | SÍ Sørvágur                                 | 3:1   | Fram Tórshavn |                                                               |
|                   | Jonhard Joensen 8' · Rúni P. Kruse 15', 72' | (2:0) | 55' Ian Vang  | á Dungasandi, Sørvágur Sędzia: Sune Johansen (SÍF Sandavágur) |
| Birgir Hansen 26' | 80' Magnus Hentze                           | (2:0) |               | á Dungasandi, Sørvágur Sędzia: Sune Johansen (SÍF Sandavágur) |

## Runda grupowa

### Grupa A
| Lp. | Drużyna          | M | Z | R | P | Bramki | Bramki | Różn. | Pkt | Uwagi                     |
| --- | ---------------- | - | - | - | - | ------ | ------ | ----- | --- | ------------------------- |
| 1   | B36 Tórshavn (A) | 6 | 5 | 0 | 1 | 32     | 6      | +26   | 15  | Wejście do fazy finałowej |
| 2   | B71 Sandoy (A)   | 6 | 5 | 0 | 1 | 20     | 8      | +12   | 15  | Wejście do fazy finałowej |
| 3   | SÍ Sørvágur      | 6 | 2 | 0 | 4 | 9      | 32     | −23   | 6   |                           |
| 4   | TB Tvøroyri      | 6 | 0 | 0 | 6 | 9      | 24     | −15   | 0   |                           |

| Gospodarz \ Gość | B36 | B71 | SÍ   | TB  |
| B36 Tórshavn     |     | 2:3 | 16:1 | 4:0 |
| B71 Sandoy       | 0:1 |     | 4:0  | 4:3 |
| SÍ Sørvágur      | 1:5 | 0:4 |      | 5:2 |
| TB Tvøroyri      | 1:4 | 2:5 | 1:2  |     |

### Grupa B
| Lp. | Drużyna      | M | Z | R | P | Bramki | Bramki | Różn. | Pkt | Uwagi                     |
| --- | ------------ | - | - | - | - | ------ | ------ | ----- | --- | ------------------------- |
| 1   | GÍ Gøta (A)  | 6 | 6 | 0 | 0 | 30     | 3      | +27   | 18  | Wejście do fazy finałowej |
| 2   | VB Vágur (A) | 6 | 3 | 0 | 3 | 20     | 12     | +8    | 9   | Wejście do fazy finałowej |
| 3   | FS Vágar     | 6 | 3 | 0 | 3 | 14     | 23     | −9    | 9   |                           |
| 4   | LÍF Leirvík  | 6 | 0 | 0 | 6 | 7      | 33     | −26   | 0   |                           |

| Gospodarz \ Gość | GÍ  | VB  | FSV | LÍF |
| GÍ Gøta          |     | 6:0 | 5:1 | 5:1 |
| VB Vágur         | 0:2 |     | 6:1 | 7:0 |
| FS Vágar         | 0:7 | 2:1 |     | 3:1 |
| LÍF Leirvík      | 1:5 | 1:6 | 3:7 |     |

### Grupa C
| Lp. | Drużyna             | M | Z | R | P | Bramki | Bramki | Różn. | Pkt | Uwagi                     |
| --- | ------------------- | - | - | - | - | ------ | ------ | ----- | --- | ------------------------- |
| 1   | ÍF Fuglafjørður (A) | 6 | 4 | 1 | 1 | 14     | 7      | +7    | 13  | Wejście do fazy finałowej |
| 2   | B68 Toftir (A)      | 6 | 4 | 1 | 1 | 12     | 5      | +7    | 13  | Wejście do fazy finałowej |
| 3   | NSÍ Runavík         | 6 | 2 | 2 | 2 | 19     | 9      | +10   | 8   |                           |
| 4   | Royn Hvalba         | 6 | 0 | 0 | 6 | 3      | 27     | −24   | 0   |                           |

| Gospodarz \ Gość | ÍF  | B68 | NSÍ | Royn |
| ÍF Fuglafjørður  |     | 2:0 | 3:2 | 4:0  |
| B68 Toftir       | 2:1 |     | 2:0 | 3:0  |
| NSÍ Runavík      | 2:2 | 1:1 |     | 5:1  |
| Royn Hvalba      | 1:2 | 1:4 | 0:9 |      |

### Grupa D
| Lp. | Drużyna         | M | Z | R | P | Bramki | Bramki | Różn. | Pkt | Uwagi                     |
| --- | --------------- | - | - | - | - | ------ | ------ | ----- | --- | ------------------------- |
| 1   | KÍ Klaksvík (A) | 6 | 6 | 0 | 0 | 34     | 2      | +32   | 18  | Wejście do fazy finałowej |
| 2   | HB Tórshavn (A) | 5 | 3 | 0 | 2 | 18     | 7      | +11   | 9   | Wejście do fazy finałowej |
| 3   | SÍ Sumba        | 6 | 2 | 0 | 4 | 6      | 32     | −26   | 6   |                           |
| 4   | EB/Streymur     | 5 | 0 | 0 | 5 | 3      | 20     | −17   | 0   |                           |

| Gospodarz \ Gość | KÍ  | HB  | SÍS  | EBS |
| KÍ Klaksvík      |     | 3:0 | 12:0 | 4:0 |
| HB Tórshavn      | 1:3 |     | 8:0  | 4:1 |
| SÍ Sumba         | 0:6 | 0:5 |      | 2:1 |
| EB/Streymur      | 1:6 | 1   | 0:4  |     |

Objaśnienia:
1. Mecz początkowo był przełożony, jednak z powodu braku jego znaczenia dla ostatecznego wyniku drużyn w grupie, został odwołany[7].

## Runda finałowa

### Ćwierćfinały
| Drużyna 1       | Wynik | Drużyna 2   |
| --------------- | ----- | ----------- |
| 16 maja 1996    |       |             |
| KÍ Klaksvík     | 8:1   | B71 Sandoy  |
| ÍF Fuglafjørður | 0:1   | VB Vágur    |
| GÍ Gøta         | 4:0   | B68 Toftir  |
| B36 Tórshavn    | 1:4   | HB Tórshavn |

| 16 maja 1996 | KÍ Klaksvík                                                                        | 8:1   | B71 Sandoy   |                                                               |
|              | Eyðun Klakstein 9' · Kurt Mørkøre 24', 41', 44', 47', 50' · Jóhann Lützen 80', 83' | (4:1) | 35' Ib Olsen | við Djúpumýrar, Klaksvík Sędzia: Niklas á Líðarenda (GÍ Gøta) |
|              | 22' Róin Clementsen                                                                | (4:1) |              | við Djúpumýrar, Klaksvík Sędzia: Niklas á Líðarenda (GÍ Gøta) |

| 16 maja 1996                  | ÍF Fuglafjørður                                  | 0:1   | VB Vágur         |                                                                 |
|                               |                                                  | (0:0) | 51' Elian Hansen | í Fløtugerði, Fuglafjørður Sędzia: Birgir Sondum (B36 Tórshavn) |
| Eyðolvur Reinert-Petersen 62' | 52' Rógvi Thorsteinsson · 54' Velibour Kupunović | (0:0) |                  | í Fløtugerði, Fuglafjørður Sędzia: Birgir Sondum (B36 Tórshavn) |

| 16 maja 1996                              | GÍ Gøta                                          | 4:0   | B68 Toftir |                                                             |
|                                           | John Petersen 51', 82', 85' · Magni Jarnskor 60' | (0:0) |            | Sarpugerði, Norðragøta Sędzia: Lassin Isaksen (KÍ Klaksvík) |
| Rúni Justinussen 64' · Pauli Jarnskor 69' | 41' Hans Hansen                                  | (0:0) |            | Sarpugerði, Norðragøta Sędzia: Lassin Isaksen (KÍ Klaksvík) |

| 16 maja 1996                              | B36 Tórshavn                              | 1:4   | HB Tórshavn                              |                                                                            |
|                                           | Jørgen Meitilberg 8'                      | (1:2) | 27', 45', 77' Uni Arge · 80' Rúni Nolsøe | Gundadalur (ovari vøllur), Tórshavn Sędzia: Kim Ejdesgaard (Fram Tórshavn) |
| Rúni Justinussen 64' · Pauli Jarnskor 69' | 15' Andreas Hansen · 67' Jóhannis Joensen | (1:2) |                                          | Gundadalur (ovari vøllur), Tórshavn Sędzia: Kim Ejdesgaard (Fram Tórshavn) |

### Półfinały
| Drużyna 1                            | Wynik dwumeczu | Drużyna 2   | Pierwszy mecz | Drugi mecz |
| ------------------------------------ | -------------- | ----------- | ------------- | ---------- |
| VB Vágur                             | 2 – 4          | GÍ Gøta     | 2:1           | 0:3        |
| KÍ Klaksvík                          | 6 – 6 (k. 2:4) | HB Tórshavn | 1:1           | 5:5        |
| Po lewej gospodarz pierwszego meczu. |                |             |               |            |

#### Pierwsze mecze
| 5 czerwca 1996                           | VB Vágur                                 | 2:1   | GÍ Gøta            |                                                         |
|                                          | Tomislav Sivić 29' · Hans Pauli Dahl 54' | (2:1) | 20' Magni Jarnskor | á Eiðinum, Vágur Sędzia: Oddmar Andreasen (HB Tórshavn) |
| Eyðun Kjærbo · Janus Kjærbo · Jón Gærdbo | Magni Jarnskor                           | (2:1) |                    | á Eiðinum, Vágur Sędzia: Oddmar Andreasen (HB Tórshavn) |

| 5 czerwca 1996                       | KÍ Klaksvík                                      | 1:1   | HB Tórshavn  |                                                               |
|                                      | Heðin á Lakjuni 17'                              | (1:0) | 90' Uni Arge | við Djúpumýrar, Klaksvík Sędzia: Birgir Sondum (B36 Tórshavn) |
| Allan Mørkøre 40' · Kurt Mørkøre 86' | 32' Bjarki Mohr · 44' Bjarki Mohr · 63' Uni Arge | (1:0) |              | við Djúpumýrar, Klaksvík Sędzia: Birgir Sondum (B36 Tórshavn) |

#### Rewanże
| 28 czerwca 1996                                | GÍ Gøta                                                            | 3:0   | VB Vágur |                                                               |
|                                                | Heini Heinason 4' · John Petersen 60' · Bárður Heinason 87'        | (1:0) |          | Sarpugerði, Norðragøta Sędzia: Sune Johansen (SÍF Sandavágur) |
| Henning Jarnskor 71' · Jens Martin Knudsen 88' | 44' Elian Hansen · 45', 73' Tomislav Sivić · 69' Pól Thorsteinsson | (1:0) |          | Sarpugerði, Norðragøta Sędzia: Sune Johansen (SÍF Sandavágur) |

| 29 czerwca 1996                                                                   | HB Tórshavn                                                                    | 5:5 (pd.)                                                         | KÍ Klaksvík                                                         |                                                                          |
|                                                                                   | Hans á Lag 34' · Uni Arge 47', 90' · Jóhannis Joensen 82' · Andreas Hansen 86' | (1:3, 5:5, 5:5, k. 4:2)                                           | 15', 85' Arnold Joensen · 40' Allan Mørkøre · 43', 64' Kurt Mørkøre | Gundadalur (ovari vøllur), Tórshavn Sędzia: Niklas á Líðarenda (GÍ Gøta) |
| Rúni Nolsøe 33' · Mikkjal Thomassen 96'                                           | 67' Jan Joensen · 84' Jan Andreasen · 85' Arnold Joensen · 90' Rógvi Jacobsen  | (1:3, 5:5, 5:5, k. 4:2)                                           |                                                                     | Gundadalur (ovari vøllur), Tórshavn Sędzia: Niklas á Líðarenda (GÍ Gøta) |
| · Andreas F. Hansen · Rúni Nolsøe · Hans Thomassen · Uni Arge · Mikkjal Thomassen | Rzuty karne                                                                    | · Allan Joensen · Arnold Joensen · Kurt Mørkøre · Jákup Mikkelsen |                                                                     | Gundadalur (ovari vøllur), Tórshavn Sędzia: Niklas á Líðarenda (GÍ Gøta) |

### Finał
| Drużyna 1                            | Wynik dwumeczu | Drużyna 2   | Pierwszy mecz | Drugi mecz |
| ------------------------------------ | -------------- | ----------- | ------------- | ---------- |
| GÍ Gøta                              | 7 – 5          | HB Tórshavn | 2:2           | 5:3        |
| Po lewej gospodarz pierwszego meczu. |                |             |               |            |

#### Pierwszy mecz
| 4 sierpnia 1996 | GÍ Gøta · Henning Jarnskor 93' · Símun Petur Justinussen 120' | 2:2 pd.(0:0, 0:0, 1:1)Raport | HB Tórshavn · 104' Hallur Danielsen · 119' Petur Slyne | Gundadalur (ovari vøllur), Tórshavn Sędzia: Lassin Isaksen (KÍ Klaksvík) |
|                 | kartki: · Símun Petur Justinussen 112'                        |                              | kartki: · 28' Niclas Joensen · 91' Eyðfinn Davidsen    |                                                                          |

|                  |    |                             |
|                  |    |                             |
| BR               | 1  | Jens Martin Knudsen         |
| OB               | 2  | Janus Rasmussen             |
| OB               | 5  | Poul Ennigarð               |
| PO               | 3  | Henning Jarnskor            |
| PO               | 6  | Jóan Petur Olsen            |
| PO               | 7  | Erland Tvørfoss 110'        |
| PO               | 8  | Pauli Jarnskor              |
| PO               | 11 | Rúni Justinussen            |
| NA               | 9  | Símun Petur Justinussen (C) |
| NA               | 10 | John Petersen               |
| NA               | 13 | Heini Heinason 69'          |
| Rezerwowi:       |    |                             |
| BR               | 12 | Sunvard Joensen             |
| PO               | 4  | Sámal Joensen 69'           |
| PO               | 14 | Agnar Højgaard              |
| PO               | 16 | Bárður Heinason             |
| NA               | 15 | Tummas Magnussen 110'       |
| Trener:          |    |                             |
| Páll Guðlaugsson |    |                             |

|               |    |                        |
|               |    |                        |
| BR            | 1  | Kaj Leo Johannesen     |
| OB            | 2  | Bjarki Mohr            |
| OB            | 4  | Andreas Hansen (C) 67' |
| OB            | 5  | Niclas Joensen         |
| OB            | 8  | Eyðfinn Davidsen       |
| PO            | 3  | Hans Thomassen 91'     |
| PO            | 6  | Petur Slyne            |
| PO            | 7  | Rúni Nolsøe            |
| PO            | 10 | Ingi Rasmussen         |
| NA            | 9  | Jóhannis Joensen 76'   |
| NA            | 11 | Uni Arge               |
| Rezerwowi:    |    |                        |
| BR            | 16 | Bárður Johannesen      |
| OB            | 15 | Hans á Lag 67'         |
| PO            | 12 | Hallur Danielsen 91'   |
| NA            | 13 | Gunnar Mohr 76'        |
| NA            | 14 | Bogi Midjord           |
| Trener:       |    |                        |
| Jóhan Nielsen |    |                        |

#### Rewanż
| 8 września 1996 | HB Tórshavn · Rúni Justinussen 45', 105' · John Petersen 86' · Símun Petur Justinussen 98' · Agnar Højgaard 102' | 5:3 pd.(1:2, 2:2, 5:2)Raport | GÍ Gøta · 16', 120' Uni Arge · 18' Hallur Danielsen                                                                       | Gundadalur (ovari vøllur), Tórshavn Sędzia: Lassin Isaksen (KÍ Klaksvík) |
|                 | |                              | kartki: · 9' Andreas Hansen · 105' Mikkjal Thomassen · 107' Kaj Leo Johannesen · 114' Bjarki Mohr · 115' Hallur Danielsen |                                                                          |

|               |    |                        |
|               |    |                        |
| BR            | 1  | Kaj Leo Johannesen     |
| OB            | 2  | Bjarki Mohr            |
| OB            | 4  | Andreas Hansen (C) 79' |
| OB            | 5  | Niclas Joensen 103'    |
| OB            | 6  | Hans á Lag             |
| PO            | 3  | Ingi Rasmussen         |
| PO            | 7  | Rúni Nolsøe            |
| PO            | 8  | Mikkjal Thomassen      |
| PO            | 9  | Hallur Danielsen       |
| NA            | 10 | Gunnar Mohr 72'        |
| NA            | 11 | Uni Arge               |
| Rezerwowi:    |    |                        |
| OB            | 15 | Jóhannis Joensen 79'   |
| PO            | 13 | Hans Thomassen         |
| NA            | 12 | Bogi Midjord 72'       |
| NA            | 14 | Andrew av Fløtum 103'  |
| NA            | 17 | Eyðun Samuelsen        |
| Trener:       |    |                        |
| Jóhan Nielsen |    |                        |

|                  |    |                             |
|                  |    |                             |
| BR               | 1  | Jens Martin Knudsen         |
| OB               | 2  | Janus Rasmussen             |
| OB               | 5  | Poul Ennigarð               |
| PO               | 3  | Henning Jarnskor            |
| PO               | 4  | Sámal Joensen               |
| PO               | 6  | Jóan Petur Olsen 72'        |
| PO               | 8  | Pauli Jarnskor 83'          |
| PO               | 11 | Rúni Justinussen            |
| NA               | 7  | Heini Heinason 58'          |
| NA               | 9  | Símun Petur Justinussen (C) |
| NA               | 10 | John Petersen               |
| Rezerwowi:       |    |                             |
| PO               | 13 | Erland Tvørfoss 58'         |
| PO               | 14 | Agnar Højgaard 72'          |
| PO               | 16 | Magni Jarnskor              |
| NA               | 15 | Tummas Magnussen 83'        |
| Trener:          |    |                             |
| Páll Guðlaugsson |    |                             |

| Zdobywca Pucharu Wysp Owczych 1996 |
| GÍ Gøta 3. tytuł                   |
| ---------------------------------- |